# Băicoi
Băicoi (pronunciació en romanès: [bəjˈkoj]) és una ciutat del comtat de Prahova, Romania, a prop del 45è paral·lel. La ciutat administra cinc localitats: Dâmbu, Liliești, Schela, Tufeni i Țintea. Amb el pas del temps, aquests s'han convertit en barris de la ciutat.
Bӑicoi es troba a la regió històrica de Muntènia. Es troba al centre del comtat i té una extensió de 17 km en la seva amplitud. La ciutat és travessada pel seu costat sud-oest per la carretera nacional DN1, que la connecta amb la seu del comtat, Ploiești, 18,7 km al sud-est i Brașov, 95,3 km cap al nord. Bӑicoi es troba a prop de Florești, una parada de tren entre Ploiești i Câmpina.
Segons el cens del 2011, la població de Băicoi és de 17.981 habitants, per sota del cens anterior del 2002, quan es van registrar 20.020 habitants. La majoria dels habitants són romanesos (95,48%). Per al 4,15% de la població, no es coneix l’ètnia. Des del punt de vista confessional, la majoria dels habitants són ortodoxos (93,37%). Per al 4,34% de la població, no se'n coneix l'afiliació confessional.

## Història

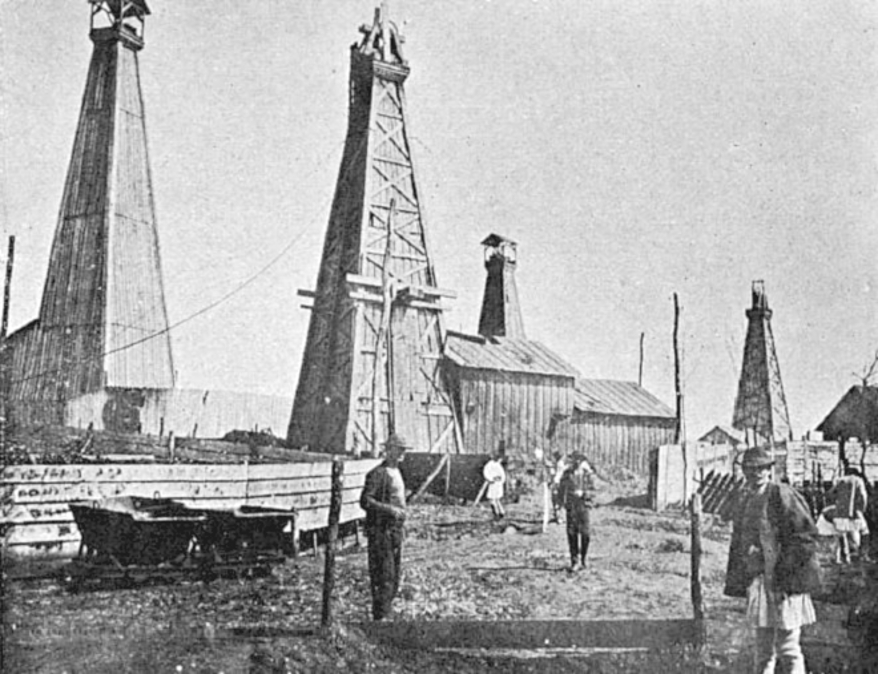
Petrolera a Băicoi, 1907

El nom de la ciutat deriva de "Baicu". A la fi del segle xix, Băicoi era una comuna rural, formada pels pobles de Băicoi, Cotoiu, Tufeni i Găgeni, amb un total de 3.257 habitants. Les altres localitats de la ciutat actual formaven la comuna de Țintea, que estava formada per pobles de Țintea, Dâmbu i Liliești, amb un total de 1.240 habitants. Ambdues comunes formaven part de Plasă Filipești, al comtat de Prahova. El 1925, la comuna de Băicoi tenia 5.946 habitants, als pobles de Băicoi, Cotoiu i Tufeni (el poble de Găgeni havia estat assignat a la comuna de Păulești). La comuna Țintea, en la mateixa composició, tenia 2.639 habitants.
La comuna de Băicoi va ser declarada ciutat el 1948, al començament de la República Popular de Romania. Després de la reorganització administrativa del 1950, la ciutat va passar a formar part del raion Câmpina de la Regió de Prahova, ampliada el 1952 i rebatejada com a regió de Ploiești. Quan es van abolir les regions el 1968, la comuna de Țintea amb tots els seus pobles va ser assignada a la ciutat de Băicoi, que va passar a formar part del comtat de Prahova.

## Clima
Băicoi té un clima continental humit (Cfb a la classificació climàtica de Köppen).